# Шарапова Охота
Шара́пова Охо́та — посёлок в Серпуховском районе Московской области, один из крупнейших населённых пунктов сельского поселения Васильевское. В посёлке расположена одноимённая железнодорожная станция Курского направления Московско-Курского отделения Московской железной дороги.

## Улицы
- Улицы — Артельная, Белинская, Белинского, Березовая,Гончарова, Грибоедова, Дубовая, Железнодорожная, Зеленая, Лермонтова, Лесная,Лескова, Лесхозная, Лучевая, Майская, Московская, Островского, Привокзальная Площадь, Пролетарская, Пугачева, Пушкина, Рощинская, Тупиковая, Цветочная, Центральная, Чехова, Широкая, Школьная
- Переулки — 1-й Лесной, Лесной, Лесной 1-й, Лучевой, Лучевой 1-й, Лучевой 2-й, Сельский 1-й, Сельский 2-й, Центральный 1-й, Центральный 2-й, Ямный[1].

## Промышленность
Рядом с посёлком находятся:
- производственный комплекс изготовления пластиковых окон компании «Винтек Пластик» (бренд Wintech)[2]